# Colin Long
Colin Long (Melbourne, 3 de març de 1918 − 8 de novembre de 2009) fou un tennista australià.
Va destacar en l'especialitat de dobles, arribant a disputar dos finals de Grand Slam. Realment va aconseguir més èxits en dobles mixts, on va guanyar quatre títols de l'Australian Championships junt a Nancye Wynne Bolton, registre que encara segueix vigent.

## Biografia
Va formar part de l'exèrcit australià, i va participar en la Segona Guerra Mundial com a lloctinent de la Second Australian Imperial Force.
Després de la seva retirada va treballar com a comentaris per Channel 7 tan per tennis com per golf fins a finals dels anys 80. També va treballar a Dunlop Sport i Spalding.
Es va casar l'any 1943 amb Florence Pelling, amb la qual van tenir un fill i una filla.

## Torneigs de Grand Slam

### Dobles masculins: 2 (0−2)
| Resultat  | Núm. | Any  | Campionat                    | Parella       | Oponents                   | Marcador                |
| --------- | ---- | ---- | ---------------------------- | ------------- | -------------------------- | ----------------------- |
| Finalista | 1.   | 1939 | Australian Championships     | Don Turnbull  | John Bromwich Adrian Quist | 4−6, 5−7, 2−6           |
| Finalista | 2.   | 1948 | Australian Championships (2) | Frank Sedgman | John Bromwich Adrian Quist | 6−1, 8−6, 7−9, 3−6, 6−8 |

### Dobles mixts: 6 (4−2)
| Resultat  | Núm. | Any  | Campionat                    | Parella             | Oponents                       | Marcador      |
| --------- | ---- | ---- | ---------------------------- | ------------------- | ------------------------------ | ------------- |
| Finalista | 1.   | 1938 | Australian Championships     | Nancye Wynne Bolton | Margaret Wilson John Bromwich  | 3−6, 2−6      |
| Guanyador | 1.   | 1940 | Australian Championships     | Nancye Wynne Bolton | Nell Hall Hopman Harry Hopman  | 7−5, 2−6, 6−4 |
| Guanyador | 2.   | 1946 | Australian Championships (2) | Nancye Wynne Bolton | Joyce Fitch John Bromwich      | 6−0, 6−4      |
| Finalista | 2.   | 1947 | Wimbledon Championships      | Nancye Wynne Bolton | Louise Brough John Bromwich    | 6−1, 4−6, 2−6 |
| Guanyador | 3.   | 1947 | Australian Championships (3) | Nancye Wynne Bolton | Joyce Fitch John Bromwich      | 6−3, 6−3      |
| Guanyador | 4.   | 1948 | Australian Championships (4) | Nancye Wynne Bolton | Thelma Coyne Long Bill Sidwell | 7−5, 4−6, 8−6 |

## Palmarès

### Equips: 2 (0−2)
| Resultat  | Núm. | Data                               | Torneig                             | Superfície | Equip                                 | Oponents                                               | Marcador |
| --------- | ---- | ---------------------------------- | ----------------------------------- | ---------- | ------------------------------------- | ------------------------------------------------------ | -------- |
| Finalista | 1.   | 30 d'agost − 1 de setembre de 1947 | Copa Davis, Nova York, Estats Units | Gespa      | John Bromwich Geoff Brown Dinny Pails | Jack Kramer Gardnar Mulloy Frank Parker Ted Schroeder  | 1−4      |
| Finalista | 2.   | 4 − 6 de setembre de 1948          | Copa Davis, Nova York (2)           | Gespa      | Geoff Brown Adrian Quist Bill Sidwell | Gardnar Mulloy Frank Parker Ted Schroeder Bill Talbert | 0−5      |